# 4-Hydroxybutansäure
4-Hydroxybutansäure oder γ-Hydroxybuttersäure, kurz GHB (Gamma-Hydroxybuttersäure), ist eine Hydroxy-Carbonsäure, deren Salze als 4-Hydroxybutyrate oder in der Pharmazie als Oxybate bezeichnet werden. Sie zählt zu den kurzkettigen und gesättigten Fettsäuren.
GHB ist eng verwandt mit dem menschlichen Neurotransmitter GABA (Gamma-Aminobuttersäure) und zugleich selbst ein eigenständiger Neurotransmitter im Säugetierkörper. GHB wird, synthetisch hergestellt, medizinisch oder als Droge verwendet.

## Geschichte
GHB wurde erstmals 1874 von Alexander Saytzeff synthetisiert,
die pharmakologische Wirkung wurde aber erst 1960 entdeckt, als die Substanz im Auftrag der französischen Marine im Rahmen eines Forschungsprogramms von dem Chirurgen Henri Marie Laborit am Marinestützpunkt Toulon untersucht wurde. Da die Aminogruppe des GABA-Moleküls bei GHB durch eine Hydroxygruppe ersetzt ist, kann das Molekül die Blut-Hirn-Schranke passieren. In den 1960er und 1970er Jahren wurde GHB intensiv als Narkotikum genutzt. Auch als Hilfsmittel zum Alkoholentzug und als Nahrungsergänzung für Sportler wurde GHB verwendet. Die Indikation von GHB beschränkte sich zunächst auf Narkolepsie mit Kataplexie, später wurde sie auf die generelle Behandlung der Narkolepsie erweitert.
In den 1980er Jahren wurde GHB wegen seines angeblichen anabolen Effekts in der Bodybuilderszene der USA bekannt (siehe Abschnitt Doping). Seit den 1990er Jahren ist es als Partydroge in den USA verbreitet, ab der Jahrtausendwende auch in Europa.

## Chemische Eigenschaften
4-Hydroxybutansäure ist eine mittelstarke bis starke Säure mit einem pKS-Wert von 4,4. Sie cyclisiert in einer Gleichgewichtsreaktion, abhängig vom pH-Wert und der Temperatur, zum γ-Butyrolacton (GBL).
Die Salze der 4-Hydroxybutansäure sind geruchlos und teilweise hygroskopisch. Das Kalium- und auch das Natriumsalz (Natrium-4-hydroxybutyrat, „Natriumoxybat“) haben einen deutlich salzigen Geschmack.

## Pharmakologie

### Pharmakodynamik (Wirkungsmechanismus)
GHB ist am menschlichen GHB-Rezeptor ein Vollagonist mit nanomolarer Affinität (Kd = 114 nM). Der GHB-Metabolit trans-4-Hydroxycrotonsäure bindet an den GHB-Rezeptor stärker als GHB und verhält sich dabei als Agonist.
An extrasynaptischen GABA-A-Rezeptoren des Typs α4β1δ wirkt GHB als Partialagonist, dessen mittlere effektive Dosis (EC50) 140 nM beträgt.

### Pharmakokinetik
Durch Alkoholdehydrogenase (ADH) oder Aldehyddehydrogenasen (ALDH) wird GHB im Körper zu Bernsteinsäure metabolisiert, die ihrerseits in den Citratzyklus übergeht, wodurch sie zu Kohlenstoffdioxid und Wasser abgebaut wird. Zu geringen Teilen entstehen auch Metabolite durch β-Oxidation, die renal ausgeschieden werden.
GHB wird im Körper nicht zu der verwandten GABA metabolisiert, verstärkt aber die dämpfende Wirkung der GABA. Ferner führt GHB zu einer erhöhten Dopaminausschüttung. Die Hypothese, nach der GHB zuerst die Ausschüttung von Dopamin behindere (was zur Müdigkeit führen soll) und anschließend dessen erhöhte Ausschüttung auslöse (was Schlafstörungen bewirkt), ist unbelegt.
GHB hat im Vergleich zu anderen Drogen eine sehr kurze Halbwertszeit, wodurch es maximal zwölf Stunden im Urin und höchstens acht Stunden im Blutserum nachweisbar ist (siehe Abschnitt Nachweis).

## Pathologie
Ein Succinat-Semi-Aldehyd-Dehydrogenase-Mangel ist eine Metabolisierungsstörung und hat physiologisch die Erhöhung der GABA- und GHB-Spiegel zur Folge.

## Herstellung
GHB ist in Spuren in der Nahrung, z. B. im Fleisch, enthalten, da es als eigenständiger Neurotransmitter im Säugetierkörper vorhanden ist.
Ein Weg zur synthetischen Herstellung von GHB ist die hydrolytische Spaltung der inneren Esterbindung von γ-Butyrolacton durch die äquivalente Menge eines Alkalimetallhydroxids (meist Natriumhydroxid) unter initialer Wärmezufuhr.

## Analytik
Für den qualitativen und quantitativen Nachweis in unterschiedlichem Untersuchungsmaterial werden nach angemessener Probenvorbereitung die Kopplungen der chromatographischen Verfahren HPLC oder Gaschromatographie eingesetzt.

## Verwendung und Wirkung

### Wirkspektrum
Abhängig von der Dosierung wirkt GHB entweder als Entaktogen, Muskelrelaxans oder als Schlafmittel.
Dass GHB in höheren Dosierungen als Schlafmittel oder Narkotikum wirkt, in geringeren Dosierungen jedoch eine aufputschende und stimmungsaufhellende Wirkung hat, hängt damit zusammen, dass mit der Aktivierung des GHB-Rezeptors Glutamat freigesetzt wird, der wichtigste erregende Neurotransmitter. In größeren Mengen bewirkt GHB eine Aktivierung des GABAB-Rezeptors, was eine sedative Wirkung hat. Die Wirkung von GHB auf die Dopaminfreisetzung ist zweiphasig: Niedrige Konzentrationen stimulieren die Dopaminfreisetzung über den GHB-Rezeptor, höhere hemmen die Freisetzung über den GABAB-Rezeptor. Sowohl die Hemmung als auch die Ausschüttung von Dopamin wird durch Opioid-Antagonisten wie Naloxon und Naltrexon verhindert.

### Medizinische Verwendung

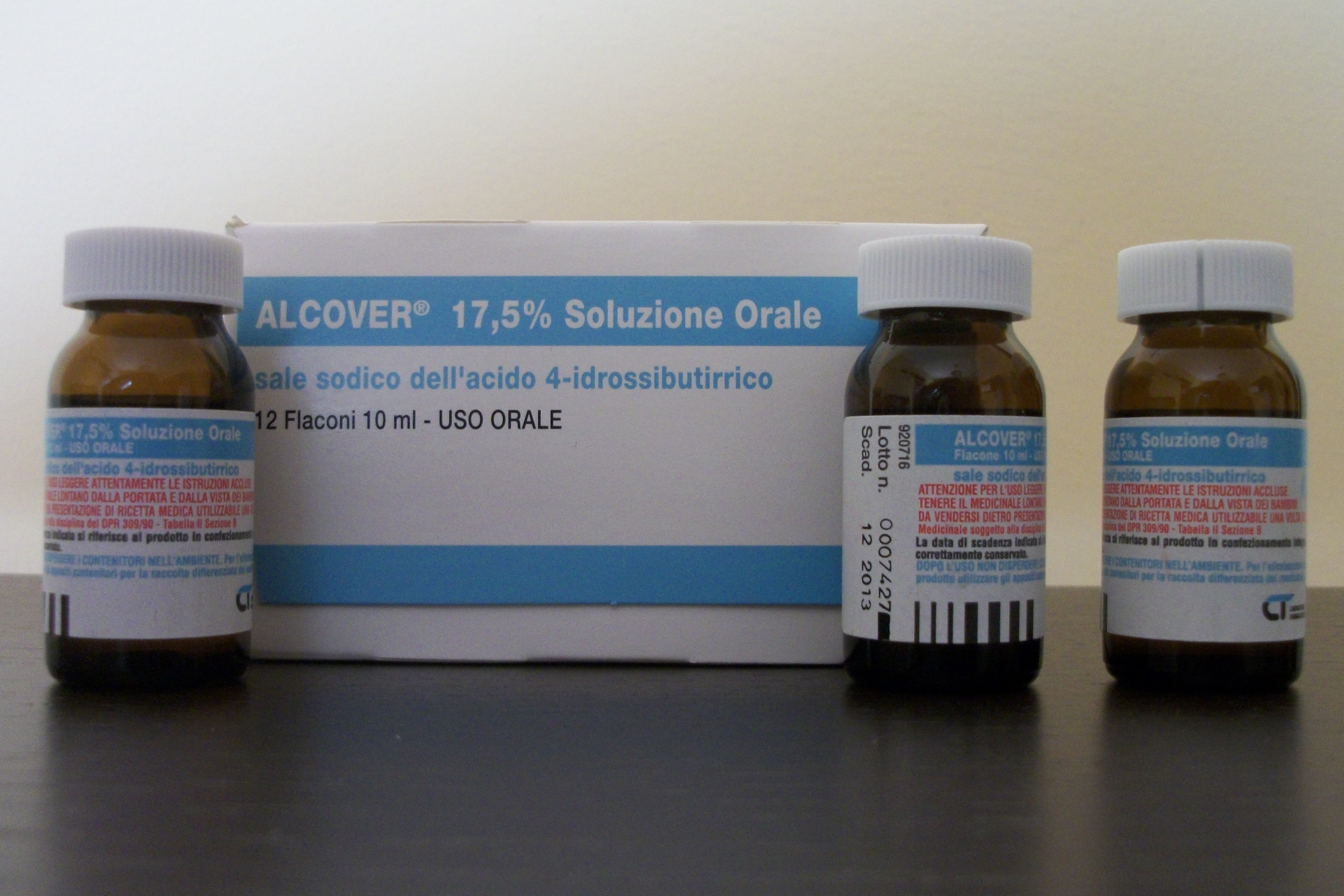
GHB, verkauft in Italien als Medikament

GHB kann zur Erzeugung eines Schlafzustandes während und nach Operationen, bei diagnostischen Eingriffen und zur Sedierung bei bildgebenden Verfahren angewendet werden, wenn andere Therapiemöglichkeiten nicht durchführbar sind oder nicht erfolgreich waren. Des Weiteren wird es als intravenöses Narkotikum bei Schnittentbindungen, in der Geburtsanästhesie und bei Risikofällen aller Art (z. B. Patienten mit Leberschaden) benutzt.
4-Hydroxybutansäure-Natriumsalz (Natriumoxybat) wurde 2002 in den USA und 2005 in der EU als Medikament zur symptomatischen Behandlung der Narkolepsie zugelassen. Dazu wird es in gelöster Form eingenommen.
Bei höheren Dosen wirkt GHB stark einschläfernd. Medizinisch werden die Salze der 4-Hydroxybuttersäure daher als Alternativnarkotikum ohne analgetischen Effekt eingesetzt. Die freie 4-Hydroxybuttersäure ist zu reaktiv (intramolekulare Veresterung zu GBL) und stark sauer.
In Deutschland ist die Substanz als (BtM-) rezeptpflichtiges Medikament für Narkolepsie-Patienten zugelassen. Wirksam wird es nach mehrtägigem Einsatz als Narkotikum gegen die Kataplexien, die bei Narkolepsie häufig auftreten, nach einigen Wochen zeigt sich ein deutlicher Rückgang der Kataplexien. Auch auf die Tagschläfrigkeit bei Narkolepsie soll es sich positiv auswirken.
GHB ist nach den bisherigen Erkenntnissen nicht placentagängig und kann daher von schwangeren Narkolepsiepatientinnen unter ärztlicher Kontrolle weiter eingenommen werden. Da NaGHB mit der Muttermilch an den Säugling weitergegeben wird, sollte frühzeitig abgestillt werden.
GHB wird auch gegen die Parkinson-Krankheit eingesetzt, da durch die Stimulation der Dopaminausschüttung der Mangel an diesem Neurotransmitter verringert werden kann. In Österreich wird die Substanz zur Behandlung von Entzugserscheinungen bei Alkoholkranken verwendet.
Aufgrund einiger Todesfälle in den USA hat die FDA die Kontraindikationen und Warnhinweise für GHB intensiviert. Gleiches gilt laut europäischen Richtlinien in abgeschwächter Form. Als relative Kontraindikationen nennt die FDA gleichzeitige Behandlung mit Opioid-Analgetika, Benzodiazepinen, sedierenden Antidepressiva, Antipsychotika, Allgemeinanästhetika und Muskelrelaxantien. Alkoholkonsum ist eine absolute Kontraindikation.

### Partydroge

Vergleich von 20 verbreiteten Drogen in Bezug auf Abhängigkeitspotential und Gesundheitsgefahren

GHB wird weltweit auch als Partydroge benutzt. Szenenamen sind unter anderem Liquid Ecstasy – obwohl es keinerlei chemische Verwandtschaft zu dem meist als Ecstasy verkauften MDMA besitzt – außerdem daran anlehnend Liquid, Liquid E oder Liquid X, ferner Fantasy, Gamma, Soap, Georgia Home Boy, Scoop, Cherry Meth, Blue Nitro oder oft einfach G (englisch ausgesprochen). Alle diese Szenenamen sind mittlerweile auch für die Vorläufersubstanz GBL gebräuchlich.
GHB war bis zu seinem Verbot – in Deutschland ab 2002 – legal für jedermann erhältlich. Seitdem ist es auf dem Schwarzmarkt als hygroskopischer Feststoff und als farblose oder (mit Lebensmittelfarbe) gefärbte Flüssigkeit in Flaschen erhältlich, wobei es sich um eine wässrige Lösung von GHB-Salzen handelt. Sehr oft wird seit dem Verbot von GHB jedoch ersatzweise GBL oder auch BDO konsumiert. Beide Stoffe werden im Körper unmittelbar zu GHB verstoffwechselt und entfalten deshalb annähernd die gleiche Wirkung – zudem sind sie teilweise legal erhältlich. Im Drogen- und Suchtbericht der Bundesregierung wird GHB daher fast ausschließlich zusammengefasst mit GBL unter der Begrifflichkeit „GHB/GBL“ erwähnt. Sowohl GBL als auch BDO entfalten zwar letztlich dieselbe Wirkung wie GHB, müssen jedoch deutlich niedriger dosiert werden (GBL etwa mit dem Faktor 0,5).
Die Rauschwirkung ist abhängig von der Dosierung und der Toleranzentwicklung. In geringer bis mittlerer Dosis (GHB: etwa 1,0 ml bis 5,0 ml; GBL: etwa 0,5 ml bis 2,5 ml) bewirkt GHB bei oraler Aufnahme einen Rausch, der partiell dem Alkoholrausch ähnelt. Mögliche erwünschte Wirkungen sind Euphorie oder Stimmungsaufhellung u. a. aufgrund von Angstlösung erhöhtes Selbstbewusstsein und Risikobereitschaft, sexuelle Stimulation, starke Entspannung der Muskeln, intensivere emotionale Wahrnehmung, gesteigertes Mitteilungsbedürfnis bis hin zur Logorrhoe, Bewegungsdrang, Appetit- und Schmerzstillung. Mögliche unerwünschte Nebenwirkungen sind Schwindel, Übelkeit, Benommenheit (s. Abschnitt Risiken), Hunger und erweiterte Pupillen (Mydriasis). Auch Herz-Kreislauf-Probleme können sich ergeben, da GHB auf die Katecholamin-Rezeptoren im Gehirn wirkt. Höhere Dosierungen (GHB: ab etwa 5 ml; GBL: ab etwa 2,5 ml) führen dosisabhängig zu einem schläfrigen bis narkotischen Zustandsbild (s. Abschnitt Risiken sowie Medizinische Verwendung). Die maximale Plasmakonzentration wird beim Menschen dosisabhängig bereits nach 15 bis 40 Minuten erreicht, die Wirkungsdauer des Rausches beträgt mindestens 90 bis maximal 180 Minuten.
Das Gefahrenpotential wird in den letzten Jahren verstärkt untersucht, so zum Beispiel im Jahr 2017 von der Landesärztekammer Baden-Württemberg. So findet sich im Bericht, der wiederum „auf wesentlichen klinischen Erkenntnisse und Erfahrungen in den vergangenen zehn Jahren“ Bezug nimmt folgende Feststellung zum Suchtpotential: „GBL hat ein erhebliches Suchtpotenzial, dies belegen Fallberichte bereits seit 1994“. Auch bei gelegentlichem Konsum können bei akuter Intoxikation Bewusstlosigkeit, epileptische Anfälle und auch Atemdepression eintreten. Zu weiteren Folgen der Überdosierung gehören „Krämpfe, Zucken, Schreien“ sowie Erbrechen, wobei eine Überdosierung durch GHB/GBL leichter auftritt als beispielsweise bei 'herkömmlichen' Partydrogen wie Amphetamin und MDMA. Das lässt sich damit erklären, dass die Dosierungsschritte extrem gestaffelt sind (vgl. mittlere Dosis GBL: 1–1,4 ml, hohe Dosis: 1,5–2 ml, narkotische Dosis: >2 ml) und sich das Abmessen dieser Dosis mit zunehmender Intoxikation schwieriger gestaltet: „Solche Überdosen geschehen, weil GBL-Konsumenten manchmal vergessen, dass sie schon kurz vorher etwas genommen haben“. Diese Folgen der Überdosierung ziehen nicht nur individuelle Folgen nach sich, sondern auch soziale, da Menschen in der Umgebung der überdosierten Person Hilfe leisten müssen. Auch sexuell hemmungsloses Verhalten kann als extrem unangenehm wahrgenommen werden. Des Weiteren seien „schwerste Entzugsverläufe möglich“. Diese können bis zum Delir reichen. In Internetforen wie drugscouts lassen sich zahlreiche Erfahrungsberichte von Personen finden, die schwerste Entzugsverläufe schildern. Dies wird durch wissenschaftliche Erkenntnisse aus dem Jahr 2018, beispielsweise vom Mediziner Felix Betzler, bestätigt
Der Entzug von GHB/GBL wird mittlerweile, anders als noch bei David Nutt 2007, sogar als schwieriger als der Entzug von Heroin eingeschätzt. Zudem sei das Rückfallpotenzial sehr hoch (siehe Abhängigkeit und Entzug).
Die Verbreitung von GHB als Partydroge ist im Vergleich zu anderen einschlägigen Substanzen nach offiziellen Zahlen sehr gering. Der Europäische Drogenbericht 2015 bezieht sich hierzu auf eine Teilauswertung des Global Drug Survey, eine nicht-repräsentativen Online-Befragung, wonach unter 25.790 befragten Personen im Alter zwischen 15 und 34 Jahren in zehn europäischen Ländern, die regelmäßig an „Clubveranstaltungen“ teilnehmen, eine 12-Monats-Prävalenz für GHB von 2 % besteht. Auch wenn diese Zahl nicht repräsentativ ist, so liegt sie doch deutlich unter den in derselben Analyse für andere Drogen gemessenen Werten (Cannabis 55 %, Ecstasy 37 %, Kokain 22 %, Amphetamine 19 %, Ketamin 11 %, Mephedron 3 %, synthetische Cannabinoide 3 %), wobei unklar ist, inwieweit eine Stilisierung von GHB als Date-Rape-Drug (s. Abschnitt K.-o.-Tropfen) das Antwortverhalten beeinflusst.
Neuere Beobachtungen deuten auf ein anderes Bild hin. In Berlin komme jedes Wochenende mindestens ein Patient mit Verdacht auf GHB/GBL-Intoxikation in ein Krankenhaus.
GHB, bzw. die Vorläufersubstanz GBL, die im Körper zu GHB umgewandelt wird, ist aufgrund des hohen Gefahrenpotenzials selbst an Orten, die Drogenkonsum in einem gewissen Ausmaß tolerieren, in den meisten Fällen nicht toleriert. So warnte das Fusion Festival in der Vergangenheit im Programmheft ausdrücklich vor GHB, im Berliner Techno-Club Wilde Renate ist im Eingangsbereich ein Hinweisschild mit der Aufschrift „Kein GHB – sonst Spree“ aufgehängt, im KitKatClub findet sich ebenfalls ein entsprechender Hinweis.

### K.-o.-Tropfen
Etwa seit 2004 wird GHB in der Presseberichterstattung mehrfach als sogenannte Vergewaltigungsdroge oder K.-o.-Tropfen erwähnt, obwohl es keine wissenschaftlich fundierte Untersuchung gibt, die die Dominanz von GHB bei solchen Delikten belegt, sondern eher Daten, die dagegen sprechen (s. u.). Ein bekannter Kriminalfall, bei dem GHB eingesetzt wurde, ist der Fall des Millionenerben Andrew Luster. Dieser und weitere Fälle in den USA und Japan führten dazu, dass US-Medien GHB zu einer Date-Rape-Drug stilisierten. Seit 2008 berichtet auch das bayerische Landeskriminalamt, dass GHB verwendet wird, um meistens Frauen in Discos zu betäuben und sexuell zu missbrauchen oder auszurauben.
Eine in Großbritannien durchgeführte und 2006 veröffentlichte Studie, für die 120 Verdachtsfälle eines mutmaßlichen Einsatzes von K.-o.-Tropfen untersucht wurden, kam zunächst nur zu dem Ergebnis, dass in zehn Fällen (8,3 %) überhaupt die heimliche Verabreichung eines entsprechenden Mittels nachgewiesen werden konnte. Allerdings konnte gleichzeitig nur in zwei der insgesamt 120 Verdachtsfälle der Konsum von GHB nachgewiesen werden (entspricht 1,7 %), wobei unklar ist, ob GHB hier heimlich verabreicht wurde. Somit war in mindestens 80 % der nachgewiesenen Fälle eines Einsatzes von K.-o.-Tropfen anstatt GHB eine andere betäubende Substanz nachweisbar. Weitere Ergebnisse der Studie waren, dass 119 der 120 mutmaßlichen Opfer Alkohol getrunken hatten (99,2 %), in 22 Fällen wurde ein Alkoholanteil von mindestens 2 mg/l im Blut gefunden (18,3 %). Cannabis (20 %) und Kokain (17 %) waren unter allen Verdachtsfällen ebenfalls deutlich stärker vertreten als GHB.
Sofern GHB als K.o.-Tropfen eingesetzt wird, kann eine Wirkung in Form von Schläfrigkeit oder komatösem Schlaf innerhalb von 15–30 Minuten eintreten – allerdings nur bei entsprechender Hochdosierung. Potentielle Täter stehen somit vor der „Herausforderung“, einen Angriff exakt und unter Berücksichtigung der Verfassung des Opfers zu dosieren, da in niedrigerer Dosierung die von freiwilligen Konsumenten gewünschten Effekte wie Bewegungsdrang und Euphorie überwiegen, bei Überdosierung jedoch Atemstillstand und Tod drohen, letztere insbesondere in Zusammenhang mit Alkohol. Im Falle einer entsprechend hohen Dosierung ist die Erinnerung an die Zeit unter Drogeneinfluss manchmal nur lückenhaft (anterograde Amnesie, „Halcion-Effekt“). Das meist verwendete Natriumsalz hat einen deutlich salzigen bis seifigen Geschmack.
Der konkrete Beweis derartiger Vorfälle ist schwierig, da GHB nur in Speziallaboren und innerhalb eines kurzen Zeitfensters nachgewiesen werden kann (s. Abschnitt Nachweis).
Im Diskurs spricht die Gegenposition hingegen von einer „Hexenjagd“. So kommentierte die taz, das Problem sei „die Heimlichkeit, der Übergriff und der Vergewaltiger – und nicht der Stoff“. Die Frankfurter Allgemeine Zeitung schreibt, die meisten Geschichten um Betäubungstropfen seien „nicht mehr als moderne Sagen“.

### Doping
In den 1980er Jahren wurde die Substanz von Sportlern als Dopingmittel eingesetzt, da es zum einen angeblich verstärkt Wachstumshormone freisetzen soll, zum anderen angeblich für einen erholsamen Schlaf sorgen soll.

## Risiken

### Mischkonsum
Mischkonsum von GHB und anderen Substanzen ist im Vergleich mit vielen anderen Drogen besonders gefährlich und birgt im Wesentlichen zwei grundsätzliche Gefahrenbereiche:
- Übelkeit und Erbrechen, was im Zusammenhang mit der potentiell narkotisierenden Eigenschaft der Substanz bei hoher Dosierung zum Erstickungstod führen kann.[25] Dies insbesondere bei Kombination mit Alkohol und Milch, bzw. Milcherzeugnissen.[47]
- Bradykardie,[30] Atemlähmung bzw. Atemdepression und/oder Kreislaufkollaps, insbesondere bei Kombination mit Alkohol oder atemdepressiv wirkenden Medikamenten (z. B. Benzodiazepinen), Antihistaminika, antiretroviralen Medikamenten (Proteasehemmer, z. B. Crixivan, Invirase, Kaletra, Norvir, Reyataz), Ketamin, Opioiden (z. B. Heroin, Methadon, Polamidon), potenzsteigernden Mitteln wie Viagra oder Poppers.[48]

Coffein gilt als natürlicher Blocker der GHB-Wirkungen, wodurch – allerdings nur in einem sehr begrenzten Rahmen – die Möglichkeit bestehen soll, eine Ernüchterung zu forcieren. Andererseits blockiert zuvor konsumiertes Coffein zunächst die volle Entfaltung der Wirkung und kann somit zu einer Überdosierung durch den Konsumenten führen. Letzteres gilt auch für die Kombination mit Speed.

### Überdosierung
In höheren Dosen können Einschränkungen der motorischen Kontrolle, ähnlich wie bei einem starken Alkoholrausch, auftreten.
GHB-Überdosen (d. h. Dosen, die zu einer unerwünschten Narkose führen) sind allein eingenommen wegen der Gefahr der Atemdepression und des Atemstillstands lebensgefährlich. In noch stärkerem Maße gilt dies auch in Kombination mit anderen zentral dämpfenden Medikamenten wie Schlafmitteln, Opioiden oder dämpfenden Drogen wie Alkohol und Heroin.
Wegen der einschläfernden Wirkung bei hohen Dosierungen kann der Zustand der betroffenen Person von medizinischem Fachpersonal zunächst falsch eingeschätzt werden. Meist wird eine Überdosierung von Benzodiazepinen vermutet, sodass oft eine intensivmedizinische symptomatische Behandlung (unter Umständen auch die zusätzliche Gabe von Flumazenil) vorgenommen wird.
Nach einem von GHB induzierten Schlaf wacht man – sofern keine weiteren Komplikationen (bspw. Erbrechen) aufgetreten sind – nach einer gewissen Zeit (je nachdem wie hoch die Dosis war) plötzlich auf, weil mit der Zeit die Konzentration von GHB unter die Schwelle der Aktivierung der GABAB-Rezeptoren sinkt und wieder in erster Linie die GHB-Rezeptoren aktiviert werden, was einen stimulierenden Effekt zur Folge hat („Stehaufmännchen-Effekt“).
Todesfälle durch Monokonsum von GHB sind bisher nur vereinzelt bei extremen Überdosierungen und bei Behandlungsfehlern vorgekommen. Besonders gefährlich ist jedoch der Mischkonsum mit zentral dämpfend wirkenden Drogen z. B. Alkohol, Heroin.

### Verunreinigungen
Wie bei allen anderen illegalen Drogen besteht auch bei GHB für Konsumenten die Gefahr, auf dem Schwarzmarkt ein verunreinigtes Produkt zu erhalten, mit einem theoretisch unbegrenzten Risikospektrum.

### Abhängigkeit und Entzug
„GBL hat ein erhebliches Suchtpotenzial, dies belegen Fallberichte bereits seit 1994“. Dies bestätigt auch Peter Neu, der Chefarzt der Klinik für Psychiatrie und Psychotherapie des Jüdischen Krankenhauses Berlin.
Wie bei den genannten Drogen besteht auch bei GHB ein gewisses Potential einer psychischen Abhängigkeit, d. h., der Konsument verspürt unter Umständen – insbesondere nach einem als positiv empfundenen Trip – den Wunsch, den Drogenkonsum zu wiederholen oder verknüpft den Konsum automatisch mit bestimmten Handlungsweisen, beispielsweise dem Besuch von Partys. Oft wird GHB (bzw. die Vorläufersubstanz GBL) hier dann regelmäßig in Situationen konsumiert, in denen auch das Trinken von Alkohol zur Berauschung in einem gewissen Maße gesellschaftsfähig ist.
Weit problematischer ist jedoch das bei GHB ebenfalls gegebene Potential einer physischen Abhängigkeit. Nach dem Absetzen stellen sich in einem solchen Fall Entzugsbeschwerden ein, welche qualitativ denen bei Benzodiazepinen gleichen, jedoch in Intensität und Dauer (zwölf bis 96 Stunden) nicht das Ausmaß erreichen. Physisch können dann folgende charakteristischen Symptome auftreten: Enormes Schwitzen, Muskelzittern, psychomotorische Unruhe bis hin zu epileptischen Anfällen, begleitet mit anderen Symptomen wie zum Beispiel Durchfall oder Übelkeit. Psychisch kann es zu Aggressivität und Schlaflosigkeit kommen, die bei entsprechender Prädisposition von akuten psychotischen Symptomen (Wahnvorstellungen, Halluzinationen, Depersonalisierung, Derealisation, teils auch Dissoziation) begleitet werden. Je nach Intensität erfordern diese Symptome dann klinische Hilfe (s. Abschnitt Notfalltherapie).

### Risiken der Vorläufersubstanzen
Da Drogenkonsumenten, die GHB zu sich nehmen wollen, heutzutage faktisch insbesondere auf GBL zurückgreifen, welches im menschlichen Körper unmittelbar zu GHB verstoffwechselt wird, spielen in der Praxis zusätzlich zu den GHB-spezifischen Risiken auch die GBL-spezifischen Risiken eine Rolle. Hervorzuheben sind hier die Risiken, die bei einer unzureichenden Verdünnung entstehen.
Für weiteren Informationen zu den GBL-spezifischen Risiken siehe dortigen gleichnamigen Abschnitt im Hauptartikel GBL.

### Weitere mögliche Risiken
Bislang gibt es wenige Hinweise darauf, dass für Menschen durch GHB-Konsum das Risiko weiterer langfristiger (Organ-)Schäden besteht.
Ein Bericht der Europäischen Beobachtungsstelle für Drogen und Drogensucht, der 2008 unter der Überschrift GHB and its precursor GBL: an emerging trend case study veröffentlicht wurde, listet im Kapitel Negative health consequences diesbezüglich nichts auf. Genannt werden hingegen das Abhängigkeitspotential, Nebenwirkungen wie Kopfschmerzen und Schlafstörungen sowie die Zahl von Rettungsdiensteinsätzen aufgrund der genannten Risiken (bspw. Mischkonsum und Überdosierung).
Eine Publikation der Landesärztekammer Baden-Württemberg listet als besondere Gefahren auf: 1. Akute Intoxikation, v. a. bei hoher Konsummenge, fehlender Toleranzbildung, hohem Reinheitsgrad und/oder Mischkonsum mit Alkohol/Benzodiazepinen (s. Abschnitte Mischkonsum, Überdosierung). 2. Abhängigkeit: Diese sei anzunehmen nach Toleranzentwicklung und dann regelmäßig mehrfach täglichem Konsum (s. Abschnitt Abhängigkeit und Entzug).
Eine Studie an der Universität Málaga, die 2009 im International Journal of Neuropsychopharmacology veröffentlicht wurde, kam zu dem Schluss, dass bei Ratten die Verabreichung von niedrigen Dosen (10 mg/kg) GHB zu neurologischen Defiziten führte, so beim Greifreflex, sowie beim Räumlichen Vorstellungsvermögen und beim Arbeitsgedächtnis. Defizite wurden im CA1-Bereich des Hippocampus und im Präfrontalen Cortex beobachtet. Bei Verabreichung von höheren Dosen (100 mg/kg) waren die Effekte aus nicht erklärten Gründen nicht so stark messbar. Inwieweit die Ergebnisse auf den Menschen übertragbar sind, ist unklar.

### Todesfälle
Die Dunkelziffer der Todesfälle liegt laut Hilke Andresen-Streichert, die die Forensische Toxikologie der Uniklinik Köln leitet, vermutlich hoch.
Todesfälle, die nachweislich auf GHB-Konsum zurückzuführen sind, sind laut des Berichts der Europäischen Beobachtungsstelle für Drogen und Drogensucht, der 2008 unter der Überschrift GHB and its precursor GBL: an emerging trend case study veröffentlicht wurde, eher selten. Es seien – mutmaßlich seit dem Auftreten der Substanz in den 1990ern bis zum Zeitpunkt der Erstellung des Berichts (2008) – der Beobachtungsstelle aus Dänemark und Italien jeweils ein Todesfall gemeldet worden, aus Finnland zwei und aus Norwegen und Großbritannien jeweils drei Fälle, was jedoch auf die Erhebungsmethoden zurückzuführen sein kann. In Schweden, wo eine ausführlichere Studie zu dem Thema durchgeführt wurde, wurden demnach von 1996 bis 2004 insgesamt 36 Todesfälle gezählt. Die meisten dieser Fälle seien klassifiziert worden als accidental poisoning (versehentliche Vergiftung) oder suicides (Selbstmorde).
Eine unveröffentlichte Studie aus Großbritannien listet laut des Berichts – in Opposition zu den gemeldeten Fallzahlen (s. o.) – für den Zeitraum von 1995 bis 2006 insgesamt 44 Todesfälle auf, die auf GHB oder GBL zurückzuführen sind. In den meisten dieser Fälle seien „mindestens zwei andere Substanzen konsumiert worden, typischerweise Alkohol und/oder Stimulanzien“, heißt es. Typische Notfallsituationen im Krankenhaus sind laut des Berichts Koma, Bradykardie und Hypothermie.
2014 wurden durch das Bundeskriminalamt in Deutschland insgesamt zwölf Todesfälle (2013: neun Fälle) registriert, die im Zusammenhang mit dem Konsum von GHB bzw. GBL standen. Für 2015 waren es fünf, 2016 vier und 2017 sieben. Für Schlagzeilen sorgte 2015 beispielsweise der Fall eines 17-Jährigen aus Lingen, der laut Pressebericht offenbar ohne jegliche Drogenerfahrung „Felgenreiniger“ – wozu die GHB-Vorläufersubstanz GBL ebenfalls verwendet wird – getrunken hatte. In einem weiteren Fall hatte ein 27-Jähriger in Bamberg auf einer Party laut Pressebericht aus einer „Plastikflasche mit dem gefährlichen Gammabutyrolacton“ getrunken und war an einer Überdosierung verstorben. Ein später verurteilter 24-Jähriger hatte die Flasche auf der Party zurückgelassen und vor den Gefahren gewarnt, wobei die Warnung jedoch bei den betrunkenen Partygästen offenbar nicht verstanden wurde.

## Notfalltherapie
In Fällen einer akuten Intoxikation, beispielsweise wegen Überdosierung oder Mischkonsums (siehe oben), ist generell eine strenge stationäre klinische Intensiv-Überwachung mit Bereitschaft zur Intubation und Sauerstoffgabe und ansonsten symptomatischer Behandlung geboten. Während der Intoxikation darf kein Einsatz von Neuroleptika erfolgen. Die Möglichkeit einer Antagonisierung mit Physostigmin ist umstritten.
Im Falle einer Behandlung von Entzugsbeschwerden nach einer entwickelten physischen Abhängigkeit muss zunächst eine akute Intoxikation ausgeschlossen werden, wegen möglicher Unverträglichkeiten der zu verabreichenden Medikamente mit GHB (s. Abschnitt Mischkonsum). Sofern dies ausgeschlossen werden kann, werden Benzodiazepine verabreicht (bis zu 60 mg Diazepam pro Tag), sowie ggf. zusätzlich Antipsychotika (Olanzapin bis 20 mg/Tag bzw. Haldol bis 15 mg/Tag). Bei vitaler Gefährdung besteht Intensivpflichtigkeit, u. U. mit Gabe von Propofol, Barbituraten und/oder Clomethiazol.

## Nachweis
Die Nachweisdauer von GHB im Blut beträgt rund 6–8 Stunden, im Urin rund 12 Stunden. Der Nachweis im Urin und im Blutserum kann wegen der weitgehenden Metabolisierung des GHB zu Kohlenstoffdioxid und Wasser nur durch aufwendige und empfindliche Messverfahren in Speziallaboratorien per GC-MS (Kopplung eines Gaschromatographen (GC) mit einem Massenspektrometer (MS)) erbracht werden. Seit 2010 gibt es einen enzymatischen GHB-Direktnachweis im Serum und Urin. Das physiologisch vorkommende GHB ist dabei durch den entsprechenden Grenzwert (<4 / <6 μg/ml) vom exogenen Konsum unterscheidbar.
Eine Blutprobe soll bei der Entnahme mindestens 2 ml, besser 10 ml umfassen, ohne Citratzusatz. Eine – aufgrund des längeren Zeitfensters ohnehin sinnvollere – Urinprobe soll ca. 100 ml umfassen.
Im Falle eines vermuteten heimlichen Verabreichens von GHB oder GBL empfehlen Opferberatungsstellen, selbst innerhalb von 12 Stunden nach der vermuteten Aufnahme eine Urinprobe zu nehmen, den Entnahmezeitpunkt festzuhalten und die Probe gekühlt aufzubewahren, sofern in dieser Zeit kein Arzt aufgesucht werden kann. Eine auf diese Weise genommene Probe hat u. U. keine juristische Beweiskraft, kann dem mutmaßlichen Opfer jedoch zumindest Gewissheit verschaffen.
Theoretisch möglich ist auch der Nachweis über eine Haarprobe. Voraussetzung ist einerseits eine entsprechende Haarlänge zum Zeitpunkt der Probennahme. Andererseits ist jedoch eine einmalige Aufnahme auf diese Weise kaum zu belegen, da eine Abgrenzung zwischen endogenem und endogem plus einmalig exogenem Vorkommen über die Haaranalytik kaum zu bewerkstelligen ist. Ein mehrfacher Konsum kann jedoch auf diese Weise noch über einen längeren Zeitraum nachgewiesen werden.

## Rechtliche Situation
Mit der 16. Verordnung zur Änderung betäubungsmittelrechtlicher Vorschriften vom 28. November 2001, in Kraft getreten am 1. März 2002, wurde GHB in Deutschland als Betäubungsmittel klassifiziert. Der Umgang mit GHB wird außerhalb des medizinisch zugelassenen Bereichs nicht gestattet. Seitdem ist GHB in Anlage III zu § 1 BtMG (verkehrsfähige und verschreibungsfähige Stoffe) aufgelistet. Injizierbare Mittel wie Somsanit sind von den Vorschriften der Betäubungsmittel-Verschreibungsverordnung ausgenommen; sie unterliegen der einfachen Verschreibungspflicht.
In der Schweiz unterliegt GHB seit dem 1. Januar 2002 dem Betäubungsmittelrecht.
Auch in Österreich wurde GHB 2002 in das Suchtmittelgesetz aufgenommen. Daher ist, abgesehen vom medizinischen Anwendungsbereich, jeder Besitz, Handel sowie Ein- und Ausfuhr strafbar und wird mit Geld- oder Freiheitsstrafen geahndet.

## Handelsnamen
Monopräparate
Alcover (A, I), Somsanit (D), Xyrem (D, A, CH), div. Generika unter dem Substanznamen Natriumoxybat (D).

## Rezeption
GHB spielt eine zentrale Rolle im 2015 erstmals ausgestrahlten Tatort: Die letzte Wiesn sowie in Darkroom – Tödliche Tropfen.